# Atractodes ambiguus
Atractodes ambiguus is een insect dat behoort tot de orde der vliesvleugeligen (Hymenoptera) en de familie van de gewone sluipwespen (Ichneumonidae). De wetenschappelijke naam van de soort werd voor het eerst geldig gepubliceerd door Johannes Friedrich Ruthe in 1859.